# Ionaspis ceracea
Ionaspis ceracea är en lavart som först beskrevs av Johann Franz Xaver Arnold och som fick sitt nu gällande namn av Joseph Hafellner och Roman Türk. 
Ionaspis ceracea ingår i släktet Ionaspis och familjen Hymeneliaceae. Arten är reproducerande i Sverige.